# Oostenrijk op de Olympische Zomerspelen 1956
Oostenrijk nam deel aan de Olympische Zomerspelen 1956 in Melbourne, Australië en Stockholm, Zweden (onderdelen paardensport). Voor het eerst sinds 1912 werd er geen goud of zilver gewonnen.

## Medailleoverzicht
| Sport     | Olympiër                        | Discipline      | Medaille |
| --------- | ------------------------------- | --------------- | -------- |
| Kanovaren | Max Raub Herbert Wiedermann     | K-2 1000m (v)   | Brons    |
| Roeien    | Alfred Sageder Josef Kloimstein | twee-zonder (m) | Brons    |

## Deelnemers en resultaten

### Atletiek
| Olympiër       | Discipline       | Resultaat | Prestatie                                           |
| -------------- | ---------------- | --------- | --------------------------------------------------- |
| Adolf Gruber   | marathon (m)     | 23e       | 2:46.20                                             |
|                |                  |           |                                                     |
| Reinelde Knapp | verspringen (v)  | DNS       | niet gestart                                        |
| Reinelde Knapp | hoogspringen (v) | 12e       | kwalificatie: 4de met 1,58m finale: 12de met 1,60m  |
| Regina Branner | kogelstoten (v)  | 7e        | kwalificatie: 7de met 13,87m finale: 7de met 14,60m |

### Boksen
| Olympiër        | Discipline  | Resultaat | Prestatie                                                                 |
| --------------- | ----------- | --------- | ------------------------------------------------------------------------- |
| Leopold Potesil | -63,5kg (m) | 9e        | 1ste ronde: W van BRA Pinto: punten 2de ronde: V van ARG Marcilla: punten |

### Gewichtheffen
| Olympiër       | Discipline  | Resultaat | Prestatie                                                                               |
| -------------- | ----------- | --------- | --------------------------------------------------------------------------------------- |
| Wolfgang Erndl | -67,5kg (m) | 10e       | drukken: 12de met 105kg trekken: 6de met 107,5kg stoten: 10de met 135kg totaal: 347,5kg |
| Franz Hölbl    | +90kg (m)   | 7e        | drukken: 6de met 142,5kg trekken: 6de met 125kg stoten: 7de met 157,5kg totaal: 425kg   |

### Kanovaren
| Olympiër                             | Discipline     | Resultaat | Prestatie                                    |
| ------------------------------------ | -------------- | --------- | -------------------------------------------- |
| Otto Schindler Walter Waldner        | C-2 1000m (m)  | 6e        | serie 1: 3de in 5.05,9 finale: 6de in 5.04,4 |
| Otto Schindler Walter Waldner        | C-2 10000m (m) | 8e        | 56.48,7                                      |
| Max Raub Herbert Wiedermann          | K-2 1000m (m)  | Brons     | serie 1: 2de in 3.57,2 finale: 3de in 3.55,8 |
| Alfred Schmidtberger Hermann Salzner | K-2 10000m (m) | 11e       | 49.03,7                                      |
|                                      |                |           |                                              |
| Helga Hellebrand                     | K-1 500m (v)   | 9e        | serie 1: 5de in 2.27,5                       |

### Roeien
| Olympiër                                    | Discipline      | Resultaat | Prestatie                                                                                     |
| ------------------------------------------- | --------------- | --------- | --------------------------------------------------------------------------------------------- |
| Ferdinand Rabeder                           | skiff (m)       | 9e        | serie 1: 4de in 7.36,0 herkansingen: 2de in 9.16,4                                            |
| Alfred Sageder Josef Kloimstein             | twee-zonder (m) | Brons     | serie 3: 3de in 7.37,0 herkansingen: 1ste halve finale 1: 2de in 8.42,7 finale: 3de in 8.11,8 |
| Josef Kloimstein Alfred Sageder Franz König | twee-met (m)    | 6e        | serie 3: 2de in 8.11,2 halve finale 1: 4de in 9.29,7                                          |

### Schermen
| Olympiër           | Discipline | Resultaat | Prestatie |
| ------------------ | ---------- | --------- | --- |
| Ellen Müller-Preis | floret (v) | 7e        | 1ste ronde groep 2: 2de W van USA Romary: 4-1 V van ITA Colombetti-Peroncini: 3-4 W van MEX Roldán: 4-2 V van ROU Orb: 3-4 W van URS Shitikova: 4-3 W van FRA Veronnet: 4-3 W van AUS Joseph: 4-2 halve finale 1: 4de V van ITA Colombetti-Peroncini: 0-4 V van DEN Lachmann: 2-4 V van FRA Garlihe: 3-4 W van URS Yefimova: 4-0 W van USA Mitchell: 4-0 finale: 7de V van GBR Sheen: 3-4 V van ROU Orban: 3-4 V van FRA Garlihe: 1-4 V van USA Romary: 3-4 V van FRA Delbarre: 3-4 W van DEN Lachmann: 4-1 V van ITA Colombetti-Peroncini: 3-4 |

### Schoonspringen
| Olympiër       | Discipline    | Resultaat | Prestatie                        |
| -------------- | ------------- | --------- | -------------------------------- |
| Eva Pfarrhofer | 10m toren (v) | 13e       | voorronde: 13de met 46,02 punten |

### Turnen
| Olympiër    | Discipline               | Resultaat | Prestatie    |
| ----------- | ------------------------ | --------- | ------------ |
| Hans Sauter | brug (m)                 | 43e       | 17,85 punten |
| Hans Sauter | paard voltige (m)        | 62e       | 9,10 punten  |
| Hans Sauter | rekstok (m)              | 62e       | 9,20 punten  |
| Hans Sauter | ringen (m)               | 38e       | 17,25 punten |
| Hans Sauter | sprong (m)               | 47e       | 17,95 punten |
| Hans Sauter | vloer (m)                | 63e       | 8,50 punten  |
| Hans Sauter | individuele meerkamp (m) | 60e       | 79,85 punten |

### Wielersport
| Olympiër                                              | Discipline               | Resultaat | Prestatie                        |
| Baan                                                  | Baan                     | Baan      | Baan                             |
| ----------------------------------------------------- | ------------------------ | --------- | -------------------------------- |
| Kurt Schein                                           | tijdrit (m)              | 11e       | 1.13,1                           |
| Rudolf Maresch Franz Wimmer Kurt Schein Walter Bortel | ploegenachtervolging (m) | 10e       | serie 5: W van Venezuela: 5.01,6 |
| Weg                                                   |                          |           |                                  |
| Walter Bortel                                         | wegwedstrijd (m)         | DNF       | niet gefinisht                   |
| Rudolf Mareschl                                       | wegwedstrijd (m)         | DNF       | niet gefinisht                   |
| Kurt Schein                                           | wegwedstrijd (m)         | DNF       | niet gefinisht                   |
| Franz Wimmer                                          | wegwedstrijd (m)         | 30e       | 5:27.28                          |
| Franz Wimmer Kurt Schein Rudolf Maresch Walter Bortel | wegwedstrijd team (m)    | DNF       | niet gefinisht                   |

### Worstelen
| Olympiër             | Discipline  | Resultaat   | Prestatie |
| Vrije stijl          | Vrije stijl | Vrije stijl | Vrije stijl |
| -------------------- | ----------- | ----------- | --- |
| Ernst Wandaller      | -73kg (m)   | 11e         | 1ste ronde: V van TUR Zengin 2de ronde: V van SWE Berlin                                                                           |
| Grieks-Romeins       |             |             | |
| Franz Brunner        | -57kg (m)   | 11e         | 1ste ronde: V van GER Kämmerer: 1-2 2de ronde: V van SWE Vesterby: 0-3                                                             |
| Bartl Brötzner       | -67kg (m)   | 4e          | 1ste ronde: W van URS Rosin: 3-0 2de ronde: W van TUR Doğan: 2-1 3de ronde: V van HUN Tóth: 0-3 4de ronde: V van BUL Stoyanov: 0-3 |
| Ernst Wandaller      | -73kg (m)   | 9e          | 1ste ronde: V van SWE Berlin 2de ronde: V van URS Maneyev                                                                          |
| Eugen Wiesberger Jr. | -87kg (m)   | 6e          | 1ste ronde: V van USA Thomas 2de ronde: W van AUS Mucha 3de ronde: V van SWE Nilsson: 0-3                                          |

### Zeilen
| Olympiër       | Discipline | Resultaat | Prestatie                            |
| -------------- | ---------- | --------- | ------------------------------------ |
| Wolfgang Erndl | finn       | 15e       | 1910 punten: (14-15-10-DNF-5-DNF-12) |

Afghanistan · Argentinië · Australië · Bahama's · België · Bermuda · Birma · Brazilië · Brits-Guiana · Bulgarije · Cambodja* · Canada · Ceylon · Chili · Colombia · Cuba · Denemarken · Duits eenheidsteam · Egypte* · Ethiopië · Fiji · Filipijnen · Finland · Frankrijk · Griekenland · Groot-Brittannië · Hongarije · Hongkong · Ierland · IJsland · India · Indonesië · Iran · Israël · Italië · Jamaica · Japan · Joegoslavië · Kenia · Liberia · Luxemburg · Malakka · Mexico · Nederland* · Nieuw-Zeeland · Nigeria · Noord-Borneo · Noorwegen · Oeganda · Oostenrijk · Pakistan · Peru · Polen · Portugal · Puerto Rico · Roemenië · Singapore · Sovjet-Unie · Spanje* · Taiwan · Thailand · Trinidad en Tobago · Tsjecho-Slowakije · Turkije · Uruguay · Venezuela · Verenigde Staten · Vietnam · Zuid-Afrika · Zuid-Korea · Zweden · Zwitserland*

*alleen deelgenomen in Stockholm